# Psammonyx longimerus
Psammonyx longimerus är en kräftdjursart som beskrevs av Jarrett och Edward Lloyd Bousfield 1982. Psammonyx longimerus ingår i släktet Psammonyx och familjen Lysianassidae. Inga underarter finns listade i Catalogue of Life.